# Programa FACA

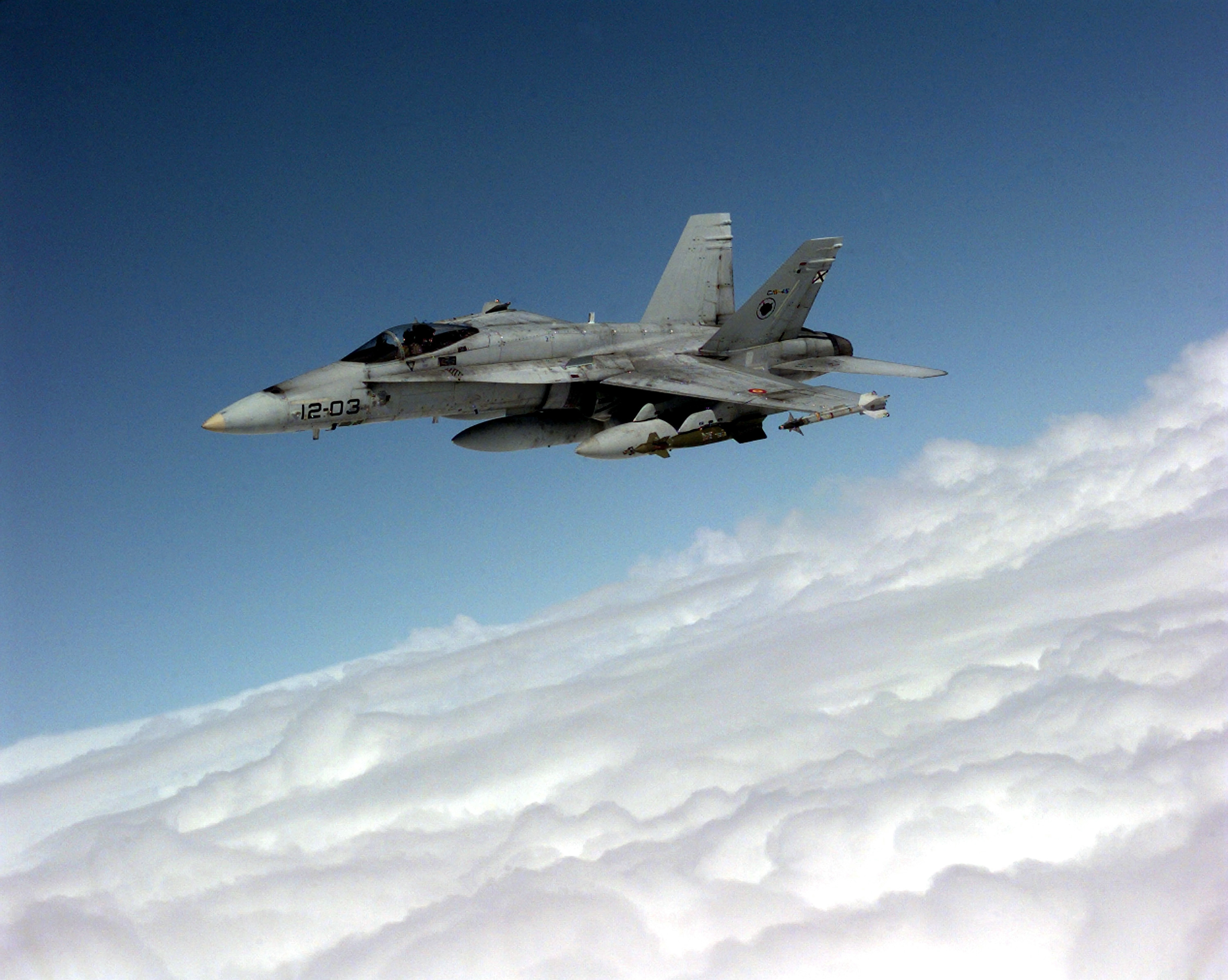
Un EF-18 Hornet, versión española del caza polivalente estadounidense F/A-18 Hornet, que fue el ganador del concurso del Ejército del Aire español para la adquisición de un nuevo caza de cuarta generación.

El Programa FACA (Futuro Avión de Caza y Ataque) fue un programa emprendido por el Ministerio de Defensa español para adquirir un caza de cuarta generación para el Ejército del Aire español, el modelo elegido fue el cazabombardero estadounidense McDonnell Douglas F/A-18 Hornet que recibió la designación EF-18 Hornet para su exportación a España. Este programa fue durante varios años la inversión más grande realizada por el Ministerio de Defensa y un gesto del nuevo poder democrático hacia el poder militar.

## Un Ejército obsoleto
Durante la dictadura del general Francisco Franco, las Fuerzas Armadas españolas contaban con muy pocos adelantos en materia de armamento y equipos. Tanto es así que durante la guerra de Ifni y Sahara, y luego del Sáhara, el Ejército del Aire tuvo que utilizar aviones He 111 y más tarde Hispano Aviación HA-200 Saeta, que no era otra cosa que un entrenador y no un caza bombardero, porque Estados Unidos no permitió emplear sus T-33 y F-86 en conflictos coloniales.
A finales de los años setenta, España contaba en su fuerza aérea con aviones viejos o de segunda mano, como el antes citado Saeta, el F-4 Phantom de la guerra de Vietnam, el F-5 Freedom Fighter, y los modelos franceses Mirage III y Mirage F1. Este último era realmente el único moderno, teniendo los demás 10 o más años.
La negativa de Estados Unidos a que los Sabre y T33 se utilizaran en los conflictos de Sidi Ifni y posteriormente el de Sahara tenía razones diplomáticas basadas en la larga tradición de amistad y alianza entre Marruecos y EUA. En la II Guerra Mundial prestó un decidido apoyo al desembarco Torch aliado acogiendo a las tropas de los generales Patton y Omar Bradley, y en Washington existe un poderoso lobby pro marroquí desde siempre que magnifica los lazos de amistad entre ambos países.
En consecuencia Estados Unidos vetó el empleo de reactores en los conflictos mencionados ya que detrás había intereses marroquíes expansivos, algo que la dictadura franquista jamás se preocupó de explicar a sus ciudadanos: hubiera tenido que decir que España era aliada de Estados Unidos, pero Estados Unidos era más aliada de Marruecos y Marruecos no era aliado de España. Sin embargo Estados Unidos, como compensación, sí permitió el empleo por España de sus aparatos T-6 Texan que sustituyeron a los Hispano Aviación HA-1112 (fabricados a partir del diseño del Messerschmitt Bf 109 llegado a España con la Legión Cóndor) que sufrieron accidentes en las condiciones del desierto y no estaban adaptados a la lucha antiguerrilla (demasiado rápidos en ataque al suelo y vuelo rasante lo que dificultaba la puntería) Estados Unidos tampoco se opuso a que España y Francia se aliaran para desarrollar la Operation Ecouvillon que definitivamente limpió el territorio de Ifni de irregulares marroquíes)
El Saeta ni era viejo ni de segunda mano, sino de producción propia hispana como el mencionado Buchón y el CASA 2111 (variación de CASA del Heinkel 111 con motor británico) y fue usado durante el clima prebélico del Sáhara español hasta la retirada de 1975, por las mismas razones de veto de Estados Unidos que en el caso de Ifni. Fue esta interferencia constante de Estados Unidos lo que llevó a la adquisición de los Mirage III y F1, para que su uso no dependiera de vetos diplomáticos.
El Northrop F-5 tampoco era de segunda mano pues se fabricó en España bajo licencia. Su rol en la fuerza área era de interceptador, de hecho su diseño original estadounidense tuvo este propósito: un aparato que, ante la alarma de invasión de espacio aéreo propio, fuera capaz de ponerse en el aire rápidamente, 'trepar' hasta el objetivo e interceptarlo mediante misiles del tipo fire and forget (dispara y olvida). Para este propósito no se necesita una gran sofisticación ni maniobrabilidad pues el aparato actúa como un vector que coloca el misil en posición de alcanzar el objetivo y después regresa a base sin realmente entrar en una lucha de avión contra avión. Este desempeño del F5 fue heredado por el Mirage F1.
En cuanto al Phantom sí puede decirse que no aportaba ningún provecho para España pues era capaz de mucho más de lo que la nación precisaba. En Estados Unidos se utilizó sobre todo como avión basado en portaaviones y de gran radio de acción apto para todo tipo de misiones: caza, ataque al suelo, interceptación, apoyo marítimo, armamento aire aire, aire tierra, aire superficie, etc., pero España ni poseía portaaeronaves ni necesitaba aparatos tan completos ni con tan largo recorrido. La doctrina de Defensa española siempre daba por supuesto que una hipotética amenaza a la soberanía vendría del Magreb antes que de Portugal, Gran Bretaña, Francia o Italia, por tanto era preferible priorizar la defensa del eje Canarias / Estrecho / Ceuta y Melilla antes que (por ejemplo) destinar un gran presupuesto para dotarse de aparatos capaces de bombardear Lisboa, París o Londres con napalm, o proteger un desembarco en la isla de Córcega.

## Los orígenes del Programa FACA
En 1978 comenzaron los estudios para encontrar un caza que sustituyera en los años 90 a los antes citados Mirage III, F-5 y F-4 Phanthom que tendrían 20 años o más de antigüedad y, por lo tanto, fuera de su vida activa.
Se formó una comisión integrada, entre otros, por pilotos con miles de horas de vuelo para evaluar los posibles aviones candidatos:
|  | Avión | Fabricante           |                       |
|  | ----- | -------------------- | --------------------- |
|  |       | F-5E Tiger II        | Northrop              |
|  |       | F-14 Tomcat          | Grumman               |
|  |       | F-15 Eagle           | McDonnell Douglas     |
|  |       | F-16 Fighting Falcon | Lockheed Martin       |
|  |       | F-18A y F-18L Hornet | McDonnell Douglas     |
|  |       | Mirage 2000          | Dassault              |
|  |       | Panavia Tornado      | Panavia Aircraft GmbH |

Los candidatos para la selección fueron varios porque el Ejército del Aire no tuvo ninguna restricción inicial para elegir, por primera vez en décadas. La comisión visitó a distintas fuerzas aéreas, probó los aviones y finalmente sacó una lista de finalista. Hay que decir que en esta ocasión España, por primera vez no tuvo ninguna traba política por haber sido una dictadura, como en décadas anteriores, y pudo elegir con total libertad.
La intención era comprar 144 aparatos, cuando del Mirage III se habían comprado sólo 24 y del Mirage F-1 se adquirieron 73 unidades.
Tras todos los estudios y pruebas, el F-5E se desechó por estar debajo de las expectativas, el Tornado por falta de polivalencia, el F-14 y F-15 por la razón anterior más su elevado precio, y el Mirage 2000, igualmente por su falta de polivalencia y además por tener ya aviones franceses, puesto que el Ejército del Aire prefería diversificar la procedencia de su material. Así pues, los aviones finalistas fueron los siguientes:

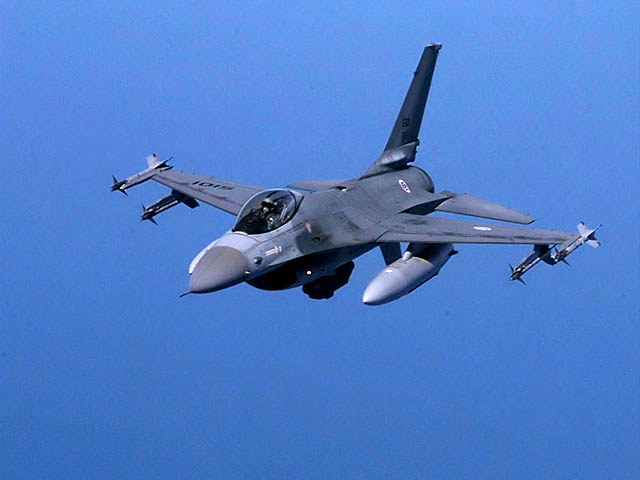
F-16 Fighting Falcon
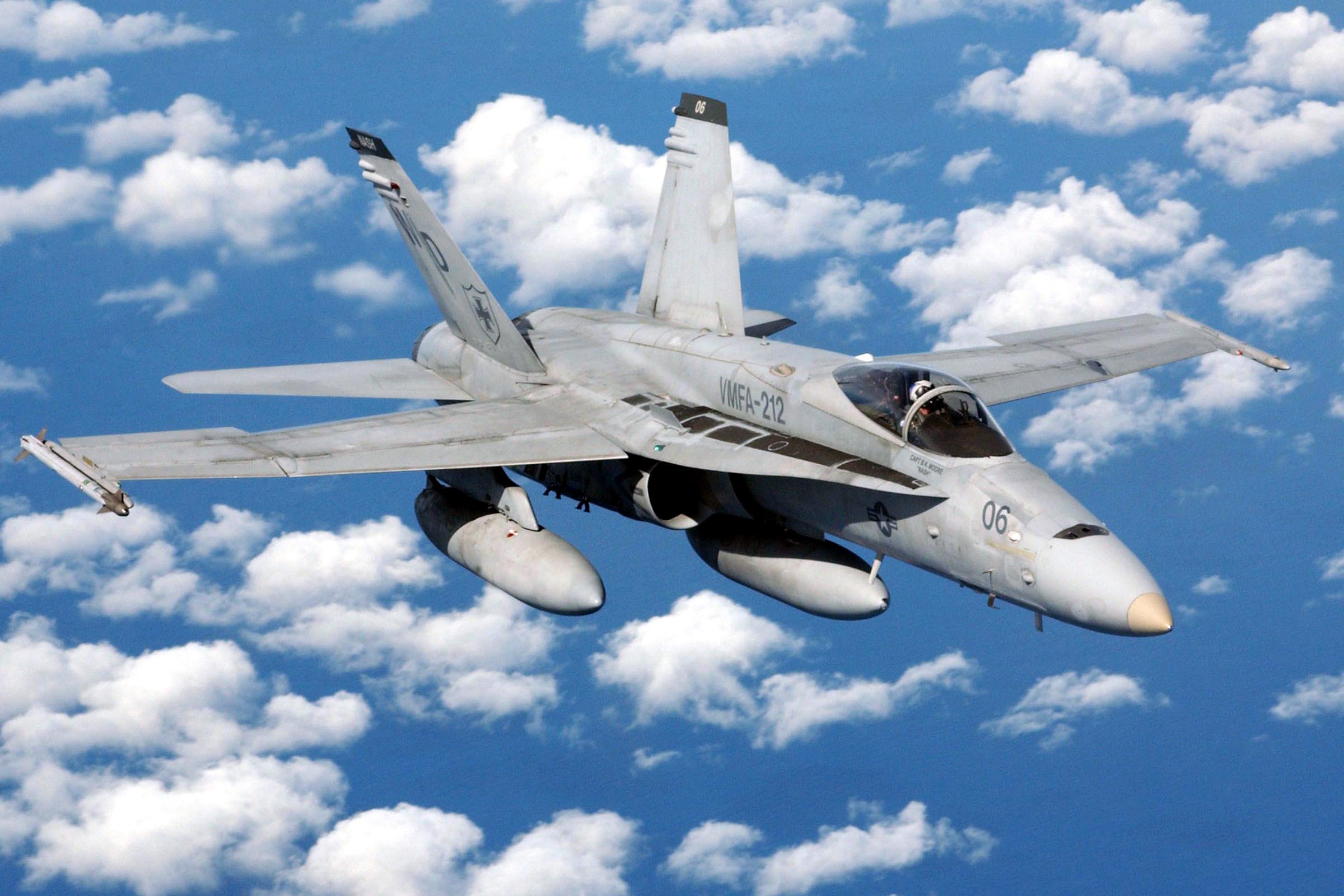
Las dos versiones del F/A-18 Hornet

PROGRAMA FACA: Notas de un testigo
Fuente de origen: Revista de Aeronáutica y Astronáutica (RAA, Revista Oficial del Ejército del Aire) núm. 525 de septiembre de 1984.
En el Tratado de Amistad y Cooperación entre España y los EE. UU. de Norteamérica se acordaba ”El Gobierno de los EE. UU. está de acuerdo en esforzarse al máximo para facilitar la adquisición por el gobierno de España de cuatro escuadrones  (de 16 aviones cada uno) de aviones de caza ligero F-16 u otros de características similares”.
Con el fin de explorar las alternativas de sistemas de armas disponibles, el Jefe de Estado Mayor del Aire (JEMA), nombró al Tcol. Almodóvar como presidente de una comisión que se encargaría de evaluar los sistemas de armas de acuerdo con la Directiva emitida el 7/2/1978. Nacía así el Programa FACA (Futuro Avión de Combate y Ataque).
La comisión FACA estableció la siguiente metodología: una primera selección de sistemas que cumpliesen los requisitos operativo/logístico mínimos y una segunda fase (Lista reducida) que se estudiase en profundidad los sistemas bajo los aspectos de coste/eficacia, Coste de ciclo de vida y contrapartidas industriales.
Como estamos dentro del marco del Tratado de cooperación, los sistemas tenían que ser norteamericanos y su número inicial se estableció en 144. Los aviones preseleccionados fueron el: F5E, F14, F15, F16, F18A y F18L. Después de una extensa evaluación la comisión redujo la lista   al F16, F18A yF18L (22 de diciembre de 1978).
Poco después la Comisión FACA recibió la orden de evaluar el Mirage 2000. Siguiendo la misma metodología, se procedió a d evaluaciones en tierra y vuelo y se concluyó que este sistema no cumplía los requisitos del FACA.
El Estado Mayor del Aire (EMA), envió a los finalistas el documento de petición extensa de datos Operativos, logísticos y de Ciclo de Vida y la DGAM (Dirección General de Armamento y Material) el relativo a las compensaciones y cooperación industrial (verano de 1979). El número de aviones se redujo a 96 y el F18L se cayó de la lista.
Finalmente, el 31 de julio de 1982 se emitieron los informes finales y el 23 de julio de 1982 el consejo de ministros autorizaba la compra de 84 F18A. En diciembre de ese año el gobierno autoriza al JEMA la firma del documento de compromiso de compra (LOI, Letter of Intention) al gobierno de los EE. UU. y ordena la evaluación del Panavia TORNADO. La comisión FACA procedió a la evaluación de este sistema emitiendo su informe final el 4 de mayo de ese año. 
Por último, el gobierno autorizó la firma del documento, al gobierno de los EE. UU., de adquisición de 72 sistemas F18A que el JEMA materializó el 31 de mayo de 1983. El Programa FACA daba por concluido su trabajo y nacía el Programa EF18.
Otro factor que impulsó el apoyo estadounidense a que España volviera a tener aviones modernos de fabricación norteamericana fue que Argelia, entonces en la órbita de la URSS, había recibido modernos cazas soviéticos como el MiG-23 o el MiG-25, que podían poner en riesgo las bases de uso conjunto español-norteamericanas que había en España (Base Aérea de Morón, Base Aérea de Zaragoza, Base Aérea de Torrejón de Ardoz y la Base Naval de Rota). Por ese motivo, junto con la amenaza que representaba la Libia de Gadaffi, el gobierno español había ordenado ampliar la Base Aérea de Los Llanos en la provincia de Albacete.

## La voz de los políticos
Mientras se realizaba el Programa en 1981, se produce el intento del golpe de Estado conocido como 23-F, que fracasa. Ante esto, los militares españoles se sienten algo avergonzados pero deseosos de demostrar su lealtad constitucional.
Al mismo tiempo cambia la tendencia del voto del centro (la UCD era quien gobernaba) hacia la izquierda moderada, dando las encuestas un gran aumento al Partido Socialista Obrero Español. La actitud que había tenido el PSOE con respecto al mundo militar en general y a la OTAN en particular, hacía sentir cierto temor a los militares sobre un posible recorte sustancial en el gasto de Defensa. Debe recordarse que uno de los eslóganes utilizados contra la entrada en la Alianza Atlántica fue "'Que nos dejen en paz". Finalmente el PSOE obtuvo una holgada mayoría absoluta bajo la promesa de cambiar la sociedad reformándola casi por completo.
Pese a lo que pudiera creerse, el programa no fue cancelado; más bien todo lo contrario, pues se presupuestó para él medio billón de pesetas tras menos de un mes desde la llegada de Felipe González al poder, siendo el programa para la adquisición de armas más importante de los realizados hasta la fecha.
La compra no fue únicamente por motivos militares, sino también un pacto entre caballeros, por el cual los militares no serían castigados, sino reforzados con nuevas adquisiciones, siempre y cuando mantuvieran su lealtad al poder establecido, olvidando tentativas golpistas y viejas glorias africanas[cita requerida].

## El papel del Tornado
Entre los aviones finalistas, el Ejército del Aire valoraba el mayor potencial del F-18L, pero la falta de un cliente importante que apoyase su desarrollo futuro, siendo España aparentemente el único país interesado en adquirirlo, inclinaba la balanza por el F-18A, preferido al F-16A. De los 53 parámetros comparados, el F-16 vencía en 9, en otros 9 quedaban igual y en 35 la ventaja era del F-18. Uno de estos era la tasa de perdidas previstas. Además, este último modelo tenía ya integrado armamento BVR (del inglés Beyond Visual Range, que quiere decir "fuera del alcance visual") como el misil AIM-7 Sparrow, o aire-superficie como el misil antirradiación HARM o el antibuque Harpoon. En resumen, el F-18 era superior en polivalencia, potencial bélico, carga de armas, operatividad con mal tiempo, radio de acción, combate BVR y capacidad de crecimiento. En cambio el F-16 sacaba ventaja en combate a corta distancia.
Sin embargo, a instancias del Gobierno volvieron a estudiarse las opciones europeas, representadas por el Panavia Tornado y el Mirage 2000, que en esos momentos se encontraban totalmente descartadas por su falta de polivalencia, sin haber sido siquiera evaluadas; sugiriendo el Ejecutivo una opción mixta de Mirage 2000 para defensa aérea y Tornado IDS para ataque (la versión ADV de defensa aérea aún no se hallaba completada). Con este movimiento de "regateo" el ejecutivo de Felipe González consiguió de manos americanas la fabricación bajo licencia de piezas, componentes y la reparación y mantenimiento de los aparatos en España.

## La opción
Finalmente, el 31 de mayo de 1983 se firmó el contrato de adquisición de los F-18 Hornet, que fue llamado EF-18 Hornet para su exportación a España y designado C.15 por el Ejército del Aire; pero en número había sido ya recortado a 72 aviones, con opción a 12 más que finalmente no fueron adquiridos (el Gobierno informó que la idea era dedicar el dinero de esas opciones a la compra de 24 Tornados; no obstante, finalmente ese presupuesto se empleó en modernizar los Mirage F1 EDA/DDA que se habían adquirido de segunda mano a Catar). A esta reducción, el comandante en jefe del Ejército del Aire manifestó ante los medios de comunicación que en principio la rebaja les parecía mal, pero que ellos estaban allí para obedecer. Como comparación, del F-16 se ofrecían por el mismo precio 96 ejemplares, si bien se estimó que, al ser monomotor, presentaría una tasa de supervivencia sensiblemente menor: según los estudios, se estimó que de una fuerza de 96 F-16 se perderían 33 en 20 años mientras que de 84 F-18, al ser bimotor, "solo" se perderían 16 en el mismo periodo (de hecho, al final, hasta el año 2024 se han perdido 13 EF-18 con 4 pilotos fallecidos).
El F-18 constituyó toda una revolución para los pilotos españoles. Se trataba de un avión nuevo incluso para los Estados Unidos, el primer modelo de serie entró en servicio ese mismo año 1983, de muy bajo costo de mantenimiento y con una tecnología desconocida para la época, como las respuestas por voz del ordenador de a bordo, información mostrada por pantallas digitales en vez de relojes, o su capacidad de carga de 25 400 kg, la máxima de todos los cazas que sirven en España (por encima incluso del Eurofighter).
El 10 de julio de 1986 comenzaron a recibirse los primeros ejemplares en la base aérea de Zaragoza, y se terminó la recepción el 30 de octubre de 1990 en la base aérea de Torrejón de Ardoz (Madrid).
El 28 de diciembre de 1994 se solicitó al gobierno de Estados Unidos más aviones, en este caso de segunda mano y no de nueva fabricación, en lo que se denominó "Programa CX"; y el 28 de diciembre de 1995 empezaron a llegar otros 24 aviones cedidos por la Armada de los Estados Unidos para integrarse en la Base Aérea de Morón (Sevilla), y posteriormente un escuadrón de los F-18 de Torrejón se destinó a la base aérea de Gando (Canarias). Así quedó el programa en 2/3 de lo previsto inicialmente. Los U.S.A. habían llegado a ofrecer entre 56 y 60 F-16 por el mismo precio que los 24 F-18, pero el Ejército del Aire los desestimó por el enorme cambio logístico, de mantenimiento y de formación que supondría el aceptar una nueva plataforma a la que, al fin y al cabo, no quedarían demasiados años de vida útil al ser de segunda mano.

## Los resultados

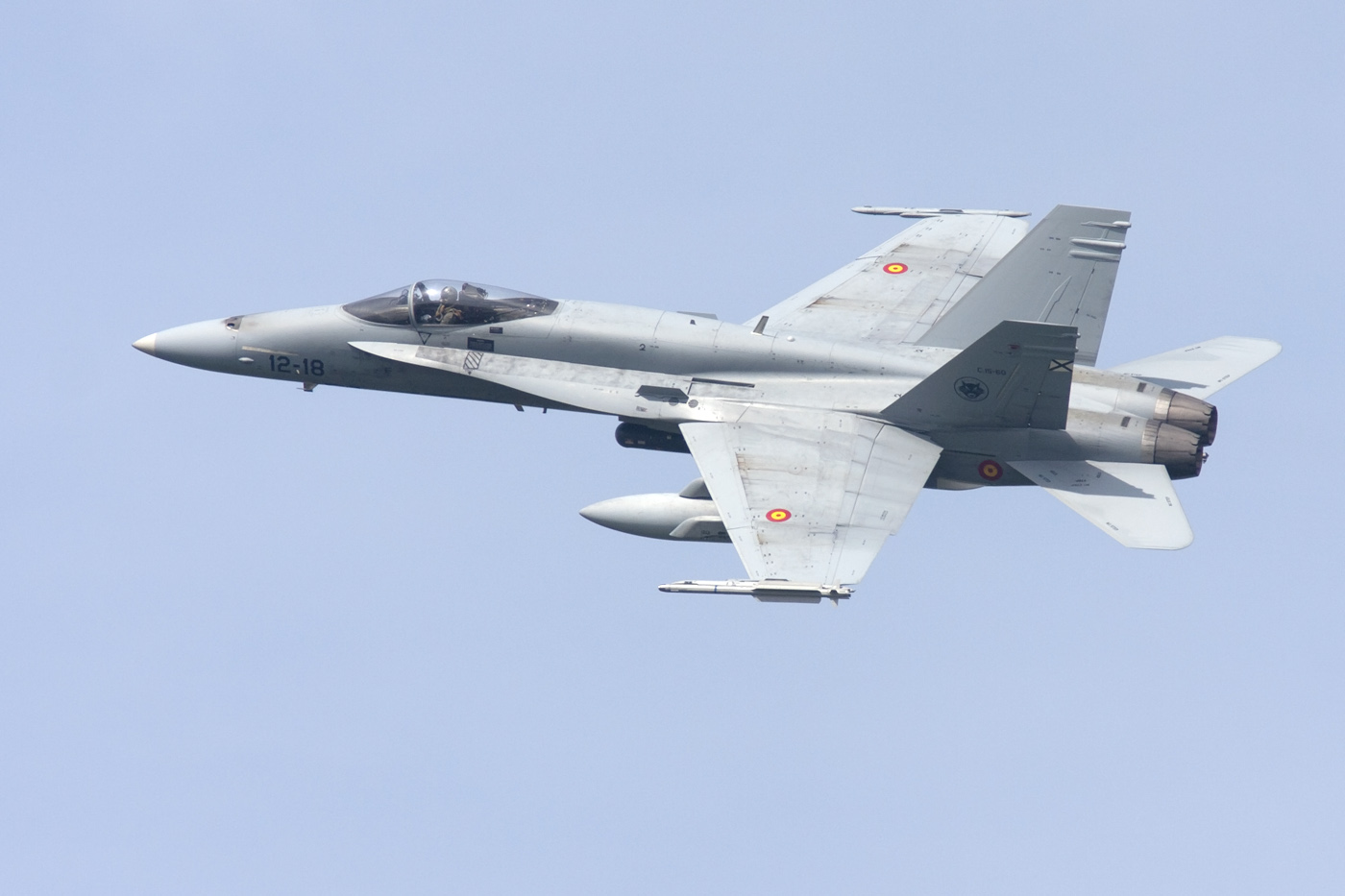
Un EF-18A+ Hornet volando en el año 2015. Aunque el modelo de avión demostró sus excelentes cualidades, incluso en combate, los distintos gobiernos españoles no volvieron a adquirir aeronaves a Estados Unidos, salvo algunos helicópteros.

Los aparatos supusieron la entrada de los pilotos de caza en el mundo digital y abrió las puertas para que la industria española pudiera acometer programas posteriores como el del Eurofighter.
Al mismo tiempo, el F-18 fue el único caza de los que han servido durante la democracia española en entrar en combate. Fue durante la campaña en la antigua Yugoslavia (Destacamento Ícaro) cuando el destacamento Ícaro realizó incursiones en Serbia y Bosnia-Herzegovina contra pistas de aterrizaje y aeródromos. Para estas misiones fue necesario introducir mejoras de urgencia, con el fin de dotar a los aviones de los sistemas mínimos para hacerlos compatibles con los del resto de la Alianza.
Pese a los buenos resultados operativos y a la revolución que supuso, los distintos gobiernos españoles de uno u otro signo nunca más volvieron a adquirir aeronaves estadounidenses, con la excepción de los helicópteros SH-60 Seahawk para la Armada y los aviones Harrier II, que eran la única opción posible para el portaaviones Príncipe de Asturias. Todos los programas posteriores, por una u otra razón, fueron ganados por empresas europeas:
- En 1996, un comité evaluador del Ejército de Tierra eligió el UH-60 Black Hawk como helicóptero de transporte, quedando clasificado en segundo lugar el AB412, (del cual se canceló un pedido previo de 24 aparatos,[13] obligando ello a comprar misiles antiaéreos Aspide como compensación a Italia) y en tercero el Super Puma.[14] Se decidió no adquirir el primer helicóptero en beneficio de un modelo europeo, de modo que se firmó compra a Francia por tan sólo 18 Super Puma en lugar de los 24 previstos (esto último a causa de tratarse del modelo más caro de los tres tanto en adquisición como en mantenimiento), que han servido en todos los escenarios donde los intereses de España lo han requerido.[15] Ello motivó una duras declaraciones del entonces jefe de Estado Mayor del Ejército, el teniente general José Faura Martín, en su comparecencia ante el Congreso de los Diputados, donde preguntó "por qué no se permite a las FAMET comprar lo que necesitan" y declaró: "El Ejército de Tierra se ha definido claramente por el Black Hawk. Creemos que es un helicóptero de más posibilidades, de menos consumo, de más capacidad, en fin, tiene más autonomía y una serie de ventajas (...) un helicóptero militar hecho para militares, y no como el Super Puma, que es un helicóptero civil adaptado al tema militar (...) Que se lo den al ICONA, o a otro, porque las FAMET no lo quieren" (...) No tenemos tantas plataformas petrolíferas para los Super Puma, que es para lo que sirven (se trataba de un modelo empleado especialmente para dar apoyo a plataformas petrolíferas).[16][17][18]
- En años posteriores la historia se repitió, al descartarse una compra de 18 UH-60L para el BHELMA II basado en Bétera y adquiriendo en su lugar por el mismo dinero 15 Eurocopter Cougar. Esta compra fue relacionada con la mejora en esos tiempos de las relaciones entre España y Francia que permitió la extradición del etarra Ignacio Etxeberria, alias "Mortadelo", lo que le valió a los helicópteros Cougar del Ejército de Tierra el apodo de "Mortadelos".[19]
- En 1998 nuevamente se descartó el helicóptero de ataque Tigre por no cumplir los requerimientos del Ejército de Tierra, tomando como mejor opción el AH-64 Apache. Sin embargo, en 2003 se optó por comprar sólo Eurocopter Tigre,[15] pese a todos los retrasos y problemas que la decisión ha supuesto.[20] Esta decisión supuso repetir la historia del modelo al que reemplazaría, el Bölkow Bo 105, el cual fue adquirido en 1978 después de que las FAMET expresasen su preferencia por el Bell AH-1S Cobra, y directrices desde Moncloa obligaran a elegir entre Bö-105, Aérospatiale Gazelle (ambos equipados con misiles HOT), o Augusta A109 equipados con misiles americanos TOW (la integración de los HOT hubiera sido muy onerosa para las arcas de Defensa).
- Para el avión que debía acompañar al F-18, España decidió unirse al programa Eurofighter, asumiendo todos los retrasos, problemas y gastos adicionales.
- Para el avión de carga, España se unió al proyecto europeo A-400M descartando los sustitutos ya existentes en Estados Unidos del también estadounidense C-130 Hércules. Los problemas en su desarrollo desembocaron en un sobrecoste cifrado en el 25% del precio originalmente previsto.[21]
- En 2005, aunque era conocida la preferencia de la Armada, bien por el AgustaWestland AW101, bien por el MH-60S,[22] y del Ejército del Aire por el EC 725 Caracal,[23] el ministro José Bono decidió adquirir los NH90 para equipar a los tres ejércitos,[24] ubicándose la fábrica de los mismos en su Albacete natal. Su elevado precio obligó finalmente a recortar el pedido acordado para, con la asignación presupuestaria prevista, poder equipar y mantener los helicópteros restantes.[25] Mientras, tanto la Armada como el Ejército del Aire siguen persiguiendo la adquisición de SH-60[26] y Caracal,[27] respectivamente, ante el retraso que acumulan las versiones del NH90 para los cometidos de SAR de combate y transporte naval.
- Para sustituir a los Harrier, la única alternativa se cree que serán los F-35B y a él se han unido todos los usuarios extranjeros de aquel avión, excepto España[28] quien, a fecha de 2020, no había tomado ninguna decisión ni firmado ninguna carta de intención, aunque se había reservado una partida en los presupuestos del año 2023 para un avión de combate que todo indica que será el F-35B (por falta de otras alternativas viables).[29][30][31]

Sin embargo, las compras de material bélico dentro del mercado europeo han reportado a la industria española muchas ventajas, tanto económicas con las diferentes concesiones de cargas de trabajo, como tecnológicas; aunque también han hecho a España víctima de sobrecostes, retrasos y cautiva de los intereses de empresas extranjeras y gobiernos como el francés o alemán. Estos beneficios, pero también los inconvenientes que llevan acarreados, son menores en las compras de material estadounidense.
En cuanto a las opiniones de los militares españoles en la adquisición de materiales, estas son exclusivamente técnicas, no teniendo ninguna vinculación con las decisiones finales del gobierno.